# Lemniscomys striatus
Il topo dei prati striato tipico (Lemniscomys striatus  Linnaeus, 1758) è un roditore della famiglia dei Muridi diffuso nell'Africa centrale ed occidentale.

## Descrizione
Roditore di piccole dimensioni, con la lunghezza della testa e del corpo tra 107 e 123 mm, la lunghezza della coda tra 133 e 152 mm, la lunghezza del piede tra 23 e 27 mm, la lunghezza delle orecchie tra 15 e 17 mm e un peso fino a 48 g.
Le parti superiori sono marroni spesso con dei riflessi color ocra, con una striscia dorsale nerastra che si estende dagli occhi fino alla base della coda e sette file di piccole macchioline pallide su ogni lato. Le parti ventrali sono biancastre, con dei riflessi giallastri sull'addome e sul petto. Le orecchie sono grandi e rotonde, ricoperte di corti peli rossastri. I piedi sono brunastri. La coda è più lunga della testa e del corpo, scura sopra e più chiara sotto. Le femmine hanno 2 paia di mammelle pettorali e 2 paia inguinali. Il cariotipo è 2n=43-44 FN=58-68-72-74.

## Biologia

### Comportamento
È una specie terricola e crepuscolare, con attività frequenti prima della mezzanotte. Stabilisce percorsi nell'erba e costruisce nidi cono fili d'erba finemente intrecciati al suolo sotto una densa copertura. Solitamente vive solitariamente o in coppie. Sono stati registrati 8-32 individui per ettaro nelle savane della Costa d'Avorio.

### Alimentazione
Si nutre di insetti, particolarmente di termiti, e di semi, frutta e foglie

### Riproduzione
Le gravidanze sono associate alle stagioni più piovose. Danno alla luce 1-8 piccoli alla volta dopo una gestazione media di 22,6±1,4 giorni. Alla nascita sono quasi privi di peli e pesano non più di 1,8 g.

## Distribuzione e habitat
Questa specie è diffusa nell'Africa centrale ed occidentale, dalla Guinea-Bissau fino al Kenya orientale ad est e lo Zambia settentrionale a sud.
Vive in zone disboscate, praterie, foresta secondaria e savane fino a 1.700 metri di altitudine.

## Tassonomia
Sono state riconosciute 6 sottospecie:
- L.s.striatus: Guinea-Bissau, Guinea, Mali e Burkina Faso meridionali; Sierra Leone, Liberia, Costa d'Avorio, Ghana, Togo, Benin, Nigeria centrale e meridionale, Camerun centrale, Repubblica Centrafricana, Repubblica Democratica del Congo settentrionale;
- L.s.ardens (Thomas, 1910): Altopiani del Kenya centrale e della Tanzania settentrionale;
- L.s.dieterleni (Van der Straeten, 1976): Repubblica Democratica del Congo orientale;
- L.s.luluae (Matschie, 1926): Congo sud-orientale, Angola settentrionale, Repubblica Democratica del Congo sud-occidentale e meridionale;
- L.s.massaicus (Pagenstecher, 1885): Sudan del Sud meridionale, Uganda, Tanzania nord-occidentale, occidentale e sud-occidentale; Ruanda, Burundi, Zambia settentrionale, Repubblica Democratica del Congo sud-orientale;
- L.s.wroughtoni (Thomas, 1910): Altopiani dell'Etiopia centro-occidentale.

## Conservazione
La IUCN Red List, considerato il vasto areale, la popolazione, numerosa, la presenza in diverse aree protette e la tolleranza alle modifiche ambientali, classifica L.striatus come specie a rischio minimo (Least Concern).